# ديوبسيد
ديوبسيد هو عبارة عن معدن البيروكسين ذو نظام بلوري أحادي الميل وصيغته الكيميائية MgCaSi2O6.
وهو يشكل سلسلة من محلول صلب كامل مع الهيدينبرغايت والأوغايت ويشكلون الصيغة الكيميائية (FeCaSi2O6) ويشكل محلول جزئي مع البيروكسين الرباعي.

## شكله
يتشكل الديوبسيد في عدة ألوان مختلفة ولكن قياسياً يكون عادة مكوناً من بلورات خضراء كامدة اللون ضمن نظام بلوري أحادي الميل. يتميز بوجود اثنين من الانشقاقات المنشورية الواضحة نموذجياً في 87 و 93 ° في سلسلة البيروكسين.

## خصائصه الفيزيائية
حصل الديوبسيد على 6 في مقياس موس للصلابة.، أما بالنسبة للكثافة النوعية فتبلغ 3,25 حتي 3,55. و
الديوبسيد حجر شفاف إلى نصف شفاف مع قرينة الانكسار تبلغ nα == 1,663-1,699، nβ = 1,671-1,705، وnγ == 1,693-1,728. الزاوية البصرية تبلغ 58 درجة إلى 63 درجة.